# فرنسيسكو مورا
فرنسيسكو مورا (بالإسبانية: Francisco Mora)‏ هو رسام مكسيكي، ولد في 7 مايو 1922 في أوروابان في المكسيك، وتوفي في 22 فبراير 2002 في كويرنافاكا في المكسيك.